# Loredana Nicosia
Loredana Filippa Nicosia (Milano, 9 maggio 1964) è un'attrice, doppiatrice e direttrice del doppiaggio italiana.

## Biografia
Loredana Nicosia è nipote dell'attore e doppiatore Renato Izzo e cugina delle doppiatrici Rossella, Simona, Fiamma e Giuppy Izzo.
Ha iniziato la sua carriera di doppiatrice a diciassette anni, quando si è trasferita a Roma presso lo zio Renato Izzo, che le ha insegnato l'arte della recitazione e del doppiaggio.
Nel campo del doppiaggio cinematografico è nota soprattutto per aver doppiato Uma Thurman nel ruolo di Mia Wallace in Pulp Fiction di Quentin Tarantino, Geena Davis in Thelma & Louise di Ridley Scott, Jodie Foster in Sotto accusa di Jonathan Kaplan. Tra le altre attrici doppiate Julianne Moore in America Oggi di Robert Altman, Felicity Huffman in Il mistero Von Bulow di Barbet Schroeder, Sherilyn Fenn in Uomini e topi di Gary Sinise e Marisa Tomei in Mio cugino Vincenzo di Jonathan Lynn. Per quanto riguarda la televisione, ha doppiato Karyn Parsons in Willy, principe di Bel Air, Lisa Chappell in Le sorelle McLeod e Sherilyn Fenn nel serial Twin Peaks. Nel doppiaggio di cartoni animati invece, è celebre per la principessa Ailin nel film Disney Taron e la pentola magica e per Puffetta ne I Puffi (in sostituzione di Fiamma Izzo, voce del personaggio nella prima serie).
A metà degli anni novanta si è trasferita a Milano, dove ha continuato la sua carriera di doppiatrice ed è divenuta anche direttrice di doppiaggio. Tra i molti personaggi doppiati negli anime sono da ricordare: Emeraude in Magic Knight Rayearth, Karen Kasumi in X e Kaho Mizuki in Card Captor Sakura (tutt'e tre serie del gruppo CLAMP), Juri Arisugawa ne La rivoluzione di Utena, Caterina Sforza in Trinity Blood, la dea Artemide nel film Le porte del paradiso, basato sulla serie I Cavalieri dello zodiaco . Il 2007 la vede nella doppia veste di cattiva: infatti doppia Vibora in Quarantasei, il film nato dalle idee di Valentino Rossi e dai disegni di Milo Manara, e Dietlinde Eckart in FullMetal Alchemist The Movie: Il conquistatore di Shamballa, che conclude le vicende della famosa serie di successo. Le più importanti serie animate da lei dirette sono Piccoli problemi di cuore, Magica DoReMi, Mew Mew - Amiche vincenti, Mermaid Melody - Principesse sirene, Detective Conan e Sugar Sugar.
Ha svolto l'attività di doppiatrice a Roma presso la società Gruppo Trenta e a Milano principalmente per Yamato Video, Dynit e Merak Film, società della quale è stata direttrice artistica fino alla chiusura avvenuta nel 2020.

## Doppiaggio

### Film
- Jodie Foster in Sotto accusa, Sommersby, Maverick
- Uma Thurman in Henry & June, Analisi finale, Pulp Fiction
- Geena Davis in Thelma & Louise
- Demi Moore in Nient'altro che guai
- Sherilyn Fenn in Uomini e topi, Cuore selvaggio
- Marisa Tomei in Mio cugino Vincenzo
- Rene Russo in Get Shorty
- Laura Linney in Il calamaro e la balena
- Julianne Moore in America oggi
- Felicity Huffman in Il mistero Von Bulow
- Jenifer Lewis in Sister Act - Una svitata in abito da suora
- Cameron Richardson in Dorm Daze - un college di svitati
- Sunny Johnson in Flashdance
- Julie Peters in Willow
- Pauline Lau in Three... Extremes
- Shari Headley in Il principe cerca moglie
- Veronica Quilligan in Una ragazza, un maggiordomo e una lady
- Kim Huffman in Un poliziotto a 4 zampe 3
- Marisa Petroro in No Witness
- Alejandra Flechner in Sottosopra
- Molly Ringwald in Bella in rosa
- Famke Janssen in Cartoline di morte

### Film TV e miniserie
- Delphine Forest in I promessi sposi
- Mary Stuart Masterson in Medici per la vita
- Anne Létourneau in La rivoluzione francese
- Mary-Louise Parker in Master Spy: The Robert Hanssen Story
- Lynn Whitfield in Redemption

### Serie televisive
- Lisa Edelstein, Alicia Witt e Famke Janssen in Ally McBeal
- Lisa Chappell in Le sorelle McLeod
- Gloria Reuben in Missing
- Loretta Devine in Una nuova vita per Zoe
- Sherilyn Fenn in I segreti di Twin Peaks
- Krista Allen in Unscripted
- Cocoa Brown in Victorious
- Nicollette Sheridan in California
- Jessica Steen in Homefront
- Irina Irvine in La bella e la bestia
- Karyn Parsons in Willy, il principe di Bel-Air
- Hattie Winston in Becker
- Yvette Nicole Brown in Drake & Josh, Victorious
- Robin Mary Florence in Superhuman Samurai
- K. Jill Sorgen in 4 tatuaggi per un super guerriero
- Susan Coyne in I commedianti
- Amanda Redman in New Tricks - Nuove tracce per vecchie volpi
- Tonia Maria Ziendel in Luthi e Blanc
- Meiko Kaji in Samurai senza padrone
- Joyce Hyser in Flash

### Soap opera
- Milagros Podestà in La donna del mistero 2, Micaela, Perla nera
- Veronica Ruano in Milagros
- Christian Bach in Soledad, Anche i ricchi piangono
- Loly Sanchez in Piccola Cenerentola
- Diana Ferreti in La mia seconda madre
- María Gracia in Una vita

### Film d'animazione
- Principessa Ailin in Taron e la pentola magica
- Claire in I Fluppys
- Zucchero in Il lago dei cigni
- Principessa Lupica in Lamù - Sei sempre il mio tesoruccio
- Karen Kasumi in X
- Artemide in I Cavalieri dello zodiaco - Le porte del paradiso
- Leila in Vampire Hunter D: Bloodlust
- Dietlinde Eckart in Fullmetal Alchemist - The Movie: Il conquistatore di Shamballa
- Vibora in Quarantasei
- Allie in L'isola di Furby

### Serie animate
- Puffetta in I Puffi
- Frizzina in Gli Snorky
- Scheggia in Cip & Ciop agenti speciali
- Principessa Calla in Le avventure dei Gummi
- Bellezza Mozzafiato in Le avventure di Jimmy Neutron
- Oris in La sfera del tempio orientale
- Scordy in Extreme Dinosaurs - Quattro dinosauri scatenati
- Voce narrante in Kipper - Il più bel cucciolo del mondo
- Miss Bitters in Invader Zim
- Mei Ling in Kung Fu Panda - Mitiche avventure
- Georgina in Belle peecorelle
- Clara in Lucy May
- Regina delle Streghe in Magica Doremì, Ma che magie DoReMi, Doredò Doremi, Mille magie Doremi
- Yuki in Mille magie Doremi[1]
- Prof.ssa Miles in Rossana
- Anna/Michelle in Sailor Moon
- Telulu in Sailor Moon e il cristallo del cuore
- Himeko Nayotake nel film di Sailor Moon e il cristallo del cuore
- Heles/Sailor Uranus (ep.34) e Sailor Fantasia in Petali di stelle per Sailor Moon
- Mamma in Teo and Friends
- Narratrice ed Eimi in Lisa e Seya un solo cuore per lo stesso segreto
- Kaho Mizuki in Card Captor Sakura
- Rita Kaspar in È un po' magia per Terry e Maggie
- Emi Ogasawara in Mikami - Agenzia acchiappafantasmi
- Silver Iczel in Iczer Girl Iczelion
- Naviko in Rombi di tuono e cieli di fuoco per i Biocombat
- Madre di Simba in Simba: è nato un re
- Emeraude in Magic Knight Rayearth (2° doppiaggio)
- Rosa Martines in City Hunter
- Juri Arisugawa in Utena la fillette révolutionnaire
- Ayako Okamura in Proteggi la mia terra
- Istruttrice in Golden Boy
- Shizuru Kuwabara in Yu Yu Hakusho
- Shiho Miyano/Sherry (ep. 139), Vermouth (ep. 632), Yukiko Fujimine (ep. 100-102), Sumiko Kobayashi (ep. 150) in Detective Conan
- Karen Kasumi in X
- Miho Karasuma in Witch Hunter Robin
- Narratrice in Sorridi, piccola Anna
- Caterina Sforza in Trinity Blood
- Regina dei Mari e madre di Kaito in Principesse sirene - Mermaid Melody
- Profondo Blu (1ª voce) in Tokyo Mew Mew - Amiche vincenti
- Gamora in Silver Surfer[2]

### Videogiochi
- Penny Young e Martha Wayne in Batman: Arkham Asylum[3]
- Squamata in Heavenly Sword[4]

### Direzione del doppiaggio
- Detective Conan
- Magica Doremi , Ma che magie DoReMi, Doredò Doremi, Mille magie Doremi
- Mew Mew - Amiche vincenti
- Mermaid Melody - Principesse sirene
- Mila e Shiro il sogno continua
- Hunter × Hunter - Greed Island
- iCarly
- Sam & Cat
- I Thunderman
- Game Shakers
- Trulli Tales